# Michael Dachs
Michael Dachs (* 23. September 1876 in Geiersthal, Gemeindeteil Grandmühle; † 1941) war deutscher Komponist und Musiktheoretiker.

## Leben
Seine ersten musikalischen Erfahrungen sammelte er auf der Zither. Eine weiterführende musikalische Schulung in Klavier, Violine, Orgel und Harmonielehre erhielt er in der Ausbildung zum Lehrer, die er in Deggendorf und Straubing absolvierte. Nach kurzer Anstellung im Volksschuldienst von 1894 bis 1900 vertiefte er seine musikalischen Fähigkeiten durch Studien in Eichstätt und in München an der Akademie der Tonkunst (1903–1905). Von 1905 bis 1924 war er als Seminarmusiklehrer in der Lehrerbildungsanstalt Freising tätig. Als Komponist schuf er vor allem geistliche Musik.

## Werk

### Kompositionen

#### 6 Messen
- Missa in honorem Sancti Petri op. 5. Coppenrath, Regensburg 1901; für 3 Männerstimmen mit Orgelbegl.
- Missa in honorem Sancti Josephi op. 15. Coppenrath, Regensburg 1906; für 1 Singstimme mit Orgel- oder Harmoniumbegl.
- Missa in honorem Sancti Jacobi op. 4. Coppenrath, Regensburg  1901; ad 2 voces inaequales (für vereinigte Ober- u. Unterstimmen)
- Missa in honorem Sanctae Annae op. 11. Gleichauf, Regensburg 1903; ad 4 (vel 3) voces inaequales

#### 6 Vespern
- Vesper für das Kirchweih-Fest op. 24 (II. Vesper). Pustet, Regensburg 1914; für 4stg. Männerchor mit Orgelbegl.
- Vesper vom Allerheiligsten Altars-Sakramente op. 25a. Pustet, Regensburg Rom 1917; für gem. Chor mit Orgelbegl.
- Vesper für das heilige Weihnachtsfest op. 26.  Pustet, Regensburg Rom 1916; für gem. Chor mit Orgelbegl.
- Vesper für das heilige Osterfest op. 27a. Pustet, Regensburg Rom, 1917; für gem. Chor mit Orgelbegl.
- Vesper für das heilige Pfingstfest op. 28a.  Pustet, Regensburg Rom 1917; für gem. Chor mit Orgelbegl.
- Votiv-Vesper zu Ehren der allerseligsten Jungfrau Maria op. 30a. Pustet, Regensburg Rom 1918; für gem. Chor mit Orgelbegl.

#### 2 Requien
- Requiem Nr. 1. Coppenrath, Regensburg 1900; für eine mittlere Singstimme mit Orgelbegleitung
- Requiem Nr. 2. Coppenrath, Regensburg 1913; für eine mittlere Singstimme mit Orgelbegleitung

#### Orgelwerke
- 15 Orgelstücke op. 3. Gleichauf, Regensburg 1905
- 50 kurze und leichte Kadenzen und Präludien in den gebräuchlichsten Dur- und Molltonarten op. 13. Coppenrath, Regensburg 1905; für Orgel oder Harmonium
- Dreißig leicht ausführbare imitatorische Orgelstücke op. 42. Coppenrath, Regensburg
- Sonate Nr. 1 g-moll op. 19. Coppenrath, Regensburg 1900
- Sonate Nr. 2 A-dur op. 20. Coppenrath, Regensburg 1914

#### Verschiedene Werke
- 5 liturgische Gesänge op. 22. Coppenrath, Regensburg 1914; für mittlere Singstimme mit Orgelbegl.
- Ostermotette für Doppelchor
- 1 Litanei
- Lieder
- Die Responsorien zum Hochamte, zu Litaneien, Vespern etc. Coppenrath, Regensburg 1914; mit Orgelbegl. vers.

### Musiktheoretisches Werk
- Harmonielehre für den Schulgebrauch und zum Selbstunterricht. München, Kösel 1931. 8. Auflage 1974, ISBN 3-466-30013-4
- Allgemeine Musiklehre für den Schulgebrauch und zum Selbstunterricht. München, Kösel 1931, 1948.
- Kontrapunkt für den Schulgebrauch und zum Selbstunterricht. Kösel-Pustet, München 1941, 3. Aufl. 1978, ISBN 3-466-30012-6